# Tom Tykwer

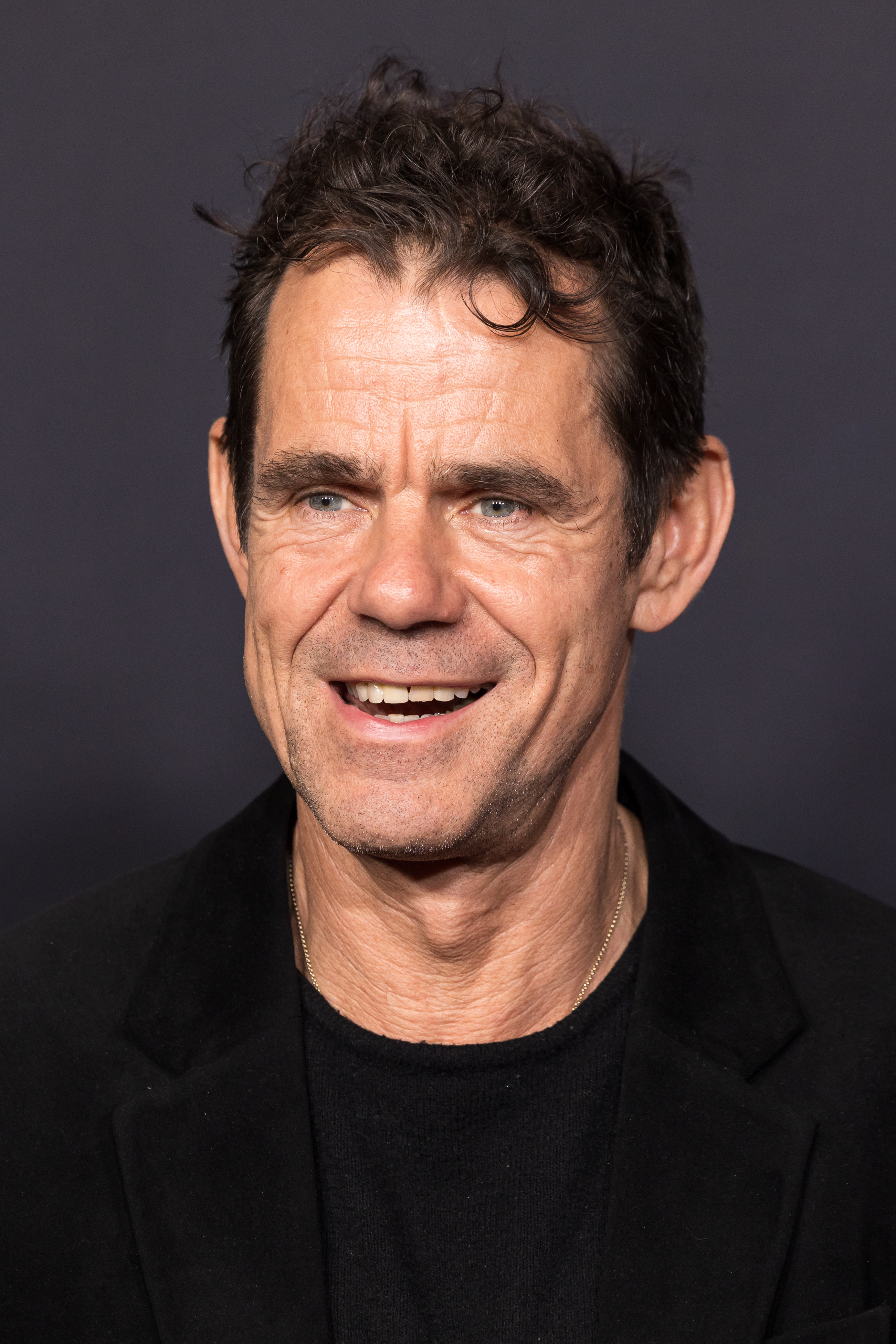
Tom Tykwer (2024)

Tom Tykwer [ˈtɪkvɐ] anhörenⓘ(* 23. Mai 1965 in Wuppertal) ist ein deutscher Filmregisseur, Drehbuchautor, Filmproduzent und Filmkomponist. Seine bekanntesten Arbeiten sind Lola rennt, Heaven, Das Parfum – Die Geschichte eines Mörders, The International, der Science-Fiction-Film Cloud Atlas mit den Wachowski-Geschwistern sowie die Serie Babylon Berlin.

## Leben
Tom Tykwer wurde 1965 in Wuppertal geboren, wo die Eltern Kurt und Anna Tykwer einen Trödelladen betrieben. Mit elf Jahren drehte er seine ersten Super-8-Filme und arbeitete mit dreizehn als Filmvorführer. In Berlin wurde er 1988 Geschäftsführer des Moviemento-Filmtheaters in Berlin-Kreuzberg. 1992 gründete er mit dem Produzenten Stefan Arndt die Firma Liebesfilm und inszenierte zunächst als Regisseur zwei Kurzfilme.
Mit Die tödliche Maria und Winterschläfer gelangen ihm sodann viel beachtete Anfangserfolge. Er gründete 1994 zusammen mit Stefan Arndt, Dani Levy und Wolfgang Becker die Produktionsfirma X Filme Creative Pool. 1998 wurde sein dritter Film, Lola rennt, auch ein großer Publikumserfolg. Es folgten 2000 Der Krieger und die Kaiserin und 2002 seine erste internationale Produktion Heaven. 2004 drehte er den Kurzfilm True, der ein Teil des Kompilationsfilms Paris, je t’aime ist. Danach führte er bei Das Parfum – Die Geschichte eines Mörders Regie, einer Verfilmung des gleichnamigen Romans von Patrick Süskind.
2008 beendete Tykwer die Arbeit an der deutsch-amerikanischen Koproduktion The International mit Clive Owen und Naomi Watts in den Hauptrollen. Der Film stellt einen Interpol-Agenten und eine New Yorker Staatsanwältin in den Mittelpunkt, die planen, die illegalen Aktivitäten einer mächtigen Großbank aufzudecken. Zum weiteren Schauspielensemble gehören unter anderem Armin Mueller-Stahl, Ulrich Thomsen und James Rebhorn. Der Thriller eröffnete Anfang Februar 2009 die 59. Auflage der Filmfestspiele von Berlin, wo er außer Konkurrenz gezeigt wurde.
Im selben Jahr erschien der von Tykwer initiierte Episodenfilm Deutschland 09, an dem mit Fatih Akin, Wolfgang Becker, Dominik Graf, Sylke Enders, Romuald Karmakar, Nicolette Krebitz, Isabelle Stever, Hans Steinbichler und Hans Weingartner namhafte deutschsprachige Regisseure beteiligt waren. Das Projekt war an den Film Deutschland im Herbst (1978) angelehnt. Von Tykwer selbst stammt der Kurzfilm Feierlich reist mit Benno Fürmann in der Hauptrolle. Deutschland 09 wurde am 13. Februar 2009 auf der 59. Berlinale uraufgeführt und lief dort außer Konkurrenz.
Im November 2009 drehte Tykwer in und um Berlin den tragikomischen Film Drei, seinen ersten in deutscher Sprache seit zehn Jahren. In den Hauptrollen spielen Sophie Rois, Devid Striesow und Sebastian Schipper. Die Weltpremiere fand auf den 67. Internationalen Filmfestspielen von Venedig statt, wo der Film auch im offiziellen Wettbewerb um den Goldenen Löwen lief. 2011 folgten für Drei sechs Nominierungen für den Deutschen Filmpreis 2011, darunter in den Kategorien Bester Film, Beste Regie und Beste Filmmusik (gemeinsam mit Johnny Klimek, Reinhold Heil und Gabriel Isaac Mounsey). Tykwer wurde mit dem Regiepreis ausgezeichnet.
Ab 2009 arbeitete Tykwer zusammen mit den Wachowski-Geschwistern an der Verfilmung des Buches Der Wolkenatlas von David Mitchell. Tykwer ist als Regisseur, aber vor allem als Komponist seit 2015 an deren Serie Sense8 beteiligt. Cloud Atlas hatte seine Premiere am 8. September 2012 auf dem Toronto International Film Festival.
Zusammen mit den Regisseuren Chris Kraus, Robert Thalheim, Axel Ranisch und der Regisseurin Julia von Heinz drehte er den Dokumentarfilm Rosakinder (2012) über die Beziehung zu ihrem gemeinsamen „Filmvater“ und Mentor Rosa von Praunheim, den Tykwer als seinen wichtigsten künstlerischen Einfluss benennt. Im Rahmen dieses Filmprojekts drehte Tykwer das Musikvideo Ich wär so gern authentisch, das er als eine Liebeserklärung an seinen väterlichen Mentor bezeichnete. Von Praunheim hatte den jungen Tykwer zu seinem ersten Film Because (1990) inspiriert: „Durch ihn [Rosa von Praunheim] habe ich eine imaginäre Tür geöffnet, die mich wegholte von der Straße der Beliebigkeit und hinein in die Geheimkammern des Kinos.“
Tykwer war einer der Regisseure der im September 2017 angelaufenen Fernsehserie Babylon Berlin, die auf einer Romanreihe von Volker Kutscher basiert. Im November 2017 wurde Tykwer als Jury-Präsident der Internationalen Filmfestspiele Berlin 2018 bestimmt, die Adina Pintilies Experimentalfilm Touch Me Not den Hauptpreis zuerkannte.
Im Jahr 2025 wird Tykwer die 75. Berlinale mit seinem Spielfilm Das Licht außer Konkurrenz eröffnen. Er hatte bereits zuvor mit Heaven (2002) und The International (2009) das Festival eröffnet.
Tykwer hatte einige Jahre musikalischen Unterricht bei dem Wuppertaler Jazzpianisten Bernd Köppen. Zusammen mit Reinhold Heil und Johnny Klimek schreibt er auch die Musik für seine Filme.
Seit 2000 ist Tykwer Mitglied der Akademie der Künste, Sektion Film- und Medienkunst, in deren Archiv sich auch sein eigenes Archiv befindet. 2003 war er eines der Gründungsmitglieder der Deutschen Filmakademie und engagierte sich in den ersten Jahren nach der Gründung im Vorstand. Außerdem gehört er seit der Gründung des Michael-Althen-Preis für Kritik im Jahr 2012 dessen Jury an.
Bis 2002 war Tykwer mit Franka Potente liiert. Seit 2009 ist er mit Marie Steinmann verheiratet. Das Paar hat zwei Kinder und lebt in Berlin-Prenzlauer Berg.

## Filmografie (Auswahl)

### Regie
- 1990: Because (Kurzfilm)
- 1992: Epilog (Kurzfilm)
- 1993: Die tödliche Maria
- 1997: Winterschläfer
- 1998: Lola rennt
- 2000: Der Krieger und die Kaiserin
- 2002: Heaven
- 2004: True (Kurzfilm)
- 2006: Das Parfum – Die Geschichte eines Mörders
- 2006: Paris, je t’aime (Episode „Faubourg Saint-Denis“)
- 2009: The International
- 2009: Feierlich reist (Kurzfilm, Episode aus Deutschland 09)
- 2010: Drei
- 2012: Rosakinder
- 2012: Cloud Atlas
- 2015–2017: Sense8 (Fernsehserie, 3 Folgen)
- 2016: Ein Hologramm für den König (A Hologram for the King)
- seit 2017: Babylon Berlin (Fernsehserie)
- 2025: Das Licht

### Drehbuch
- 1993: Die tödliche Maria (zusammen mit Christiane Voss)
- 1997: Winterschläfer (zusammen mit Anne-Françoise Pyszora)
- 1997: Das Leben ist eine Baustelle (zusammen mit Wolfgang Becker)
- 1998: Lola rennt
- 2000: Der Krieger und die Kaiserin
- 2004: True
- 2006: Das Parfum – Die Geschichte eines Mörders (zusammen mit Andrew Birkin und Bernd Eichinger)
- 2010: Drei
- 2012: Cloud Atlas (zusammen mit den Wachowskis)
- 2016: Ein Hologramm für den König (A Hologram for the King)
- seit 2017: Babylon Berlin (Fernsehserie)
- 2025: Das Licht

### Produktion
- 1999: Absolute Giganten
- 2004: Lautlos
- 2006: Ein Freund von mir
- 2007: Das Herz ist ein dunkler Wald
- 2009: Soul Boy
- 2009: Deutschland 09
- 2011: Endlich – Vom Leben mit den Toten
- 2012: Cloud Atlas
- 2012: Nairobi Half Life
- 2017: Babylon Berlin
- 2018: Supa Modo
- 2019: Lusala
- 2025: Das Licht

### Protagonist
- 2008: Auge in Auge – Eine deutsche Filmgeschichte
- 2009: Auf der anderen Seite der Leinwand – 100 Jahre Moviemento
- 2010: Spur der Bären
- 2014: Wie ich lernte, die Zahlen zu lieben

### Komponist
- 2012: Cloud Atlas
- 2016: Ein Hologramm für den König (A Hologram for the King)
- 2021: Matrix Resurrections

## Auszeichnungen
- 1993: Preis der deutschen Filmkritik in der Kategorie Bester Spielfilm, für Die tödliche Maria
- 1994: Bayerischer Filmpreis in der Kategorie Beste Nachwuchsregie
- 1995: Förderpreis des Landes Nordrhein-Westfalen
- 1998: Preis der deutschen Filmkritik in der Kategorie Bester Spielfilm, für Lola rennt
- 1998: Deutscher Filmpreis in der Kategorie Bester Spielfilm in Silber, für Winterschläfer
- 1998: Deutscher Kritikerpreis
- 1998: Bayerischer Filmpreis in der Kategorie Beste Produzenten, für Lola rennt
- 1999: Deutscher Filmpreis in der Kategorie Bester Spielfilm in Gold und Beste Regie, für Lola rennt
- 2001: Deutscher Filmpreis in der Kategorie Bester Spielfilm in Silber, für Der Krieger und die Kaiserin
- 2001: Deutscher Filmpreis in der Kategorie Bester Spielfilm in Silber, für Heaven
- 2002: Deutscher Videopreis
- 2005: Herbert-Strate-Preis der Filmstiftung NRW
- 2006: Bambi in der Kategorie Bester Film national, für Das Parfum – Die Geschichte eines Mörders
- 2006: Bayerischer Filmpreis in der Kategorie Beste Regie, für Das Parfum – Die Geschichte eines Mörders
- 2007: Jupiter in der Kategorie Bester deutscher Film und Beste deutsche Regie, für Das Parfum – Die Geschichte eines Mörders
- 2010: Bayerischer Filmpreis in der Kategorie Beste Regie, für Drei
- 2011: Deutscher Filmpreis in der Kategorie Beste Regie, für Drei
- 2012: A Tribute To... Award des Zurich Film Festival
- 2014: Stern auf dem Boulevard der Stars in Berlin
- 2018: Deutsche Akademie für Fernsehen: Auszeichnung in der Kategorie Musik für Babylon Berlin (gemeinsam mit Johnny Klimek)